# Agelasta hirsuta
Agelasta hirsuta là một loài bọ cánh cứng trong họ Cerambycidae.